# Емеше Сабо
Емеше Сабо (угор. Szabó Emese; нар. 29 квітня 1985) —  угорська борчиня вільного стилю, срібна призерка чемпіонату Європи. 

## Біографія
Боротьбою почала займатися з 1999 року. 

## Виступи на Чемпіонатах світу
| Змагання                        | Збірна   | Вагова категорія | Місце |
| ------------------------------- | -------- | ---------------- | ----- |
| Чемпіонат світу з боротьби 2003 | Угорщина | 51 кг            | 15    |
| Чемпіонат світу з боротьби 2005 | Угорщина | 51 кг            | 21    |
| Чемпіонат світу з боротьби 2007 | Угорщина | 55 кг            | 31    |
| Чемпіонат світу з боротьби 2009 | Угорщина | 51 кг            | 10    |
| Чемпіонат світу з боротьби 2010 | Угорщина | 55 кг            | 16    |

## Виступи на Чемпіонатах Європи
| Змагання                         | Збірна   | Вагова категорія | Місце  |
| -------------------------------- | -------- | ---------------- | ------ |
| Чемпіонат Європи з боротьби 2006 | Угорщина | 55 кг            | 13     |
| Чемпіонат Європи з боротьби 2007 | Угорщина | 55 кг            | 5      |
| Чемпіонат Європи з боротьби 2008 | Угорщина | 55 кг            | 12     |
| Чемпіонат Європи з боротьби 2009 | Угорщина | 51 кг            | Срібло |
| Чемпіонат Європи з боротьби 2011 | Угорщина | 55 кг            | 11     |
| Чемпіонат Європи з боротьби 2012 | Угорщина | 59 кг            | 10     |

## Виступи на інших змаганнях
| Змагання                                            | Збірна   | Вагова категорія | Місце  |
| --------------------------------------------------- | -------- | ---------------- | ------ |
| Відкритий жіночий чемпіонат Австрії з боротьби 2004 | Угорщина | 55 кг            | 7      |
| Відкритий жіночий чемпіонат Австрії з боротьби 2005 | Угорщина | 55 кг            | Бронза |
| Чемпіонат світу з боротьби серед студентів 2006     | Угорщина | 55 кг            | 9      |
| Відкритий жіночий чемпіонат Австрії з боротьби 2007 | Угорщина | 55 кг            | 8      |
| Klippan Lady Open 2008                              | Угорщина | 55 кг            | 5      |
| Олімпійський кваліфікаційний турнір 2008            | Угорщина | 55 кг            | 17     |
| Чемпіонат світу з боротьби серед студентів 2008     | Угорщина | 55 кг            | Бронза |
| Відкритий жіночий чемпіонат Австрії з боротьби 2009 | Угорщина | 51 кг            | 8      |
| Золотий Гран-прі з боротьби 2009                    | Угорщина | 51 кг            | 9      |
| Літня Універсіада 2011                              | Угорщина | 55 кг            | Бронза |
| Klippan Lady Open 2011                              | Угорщина | 55 кг            | Бронза |
| Відкритий жіночий чемпіонат Австрії з боротьби 2011 | Угорщина | 55 кг            | 17     |
| Золотий Гран-прі з боротьби 2012                    | Угорщина | 59 кг            | Бронза |